# Süd-Sandwich-Graben

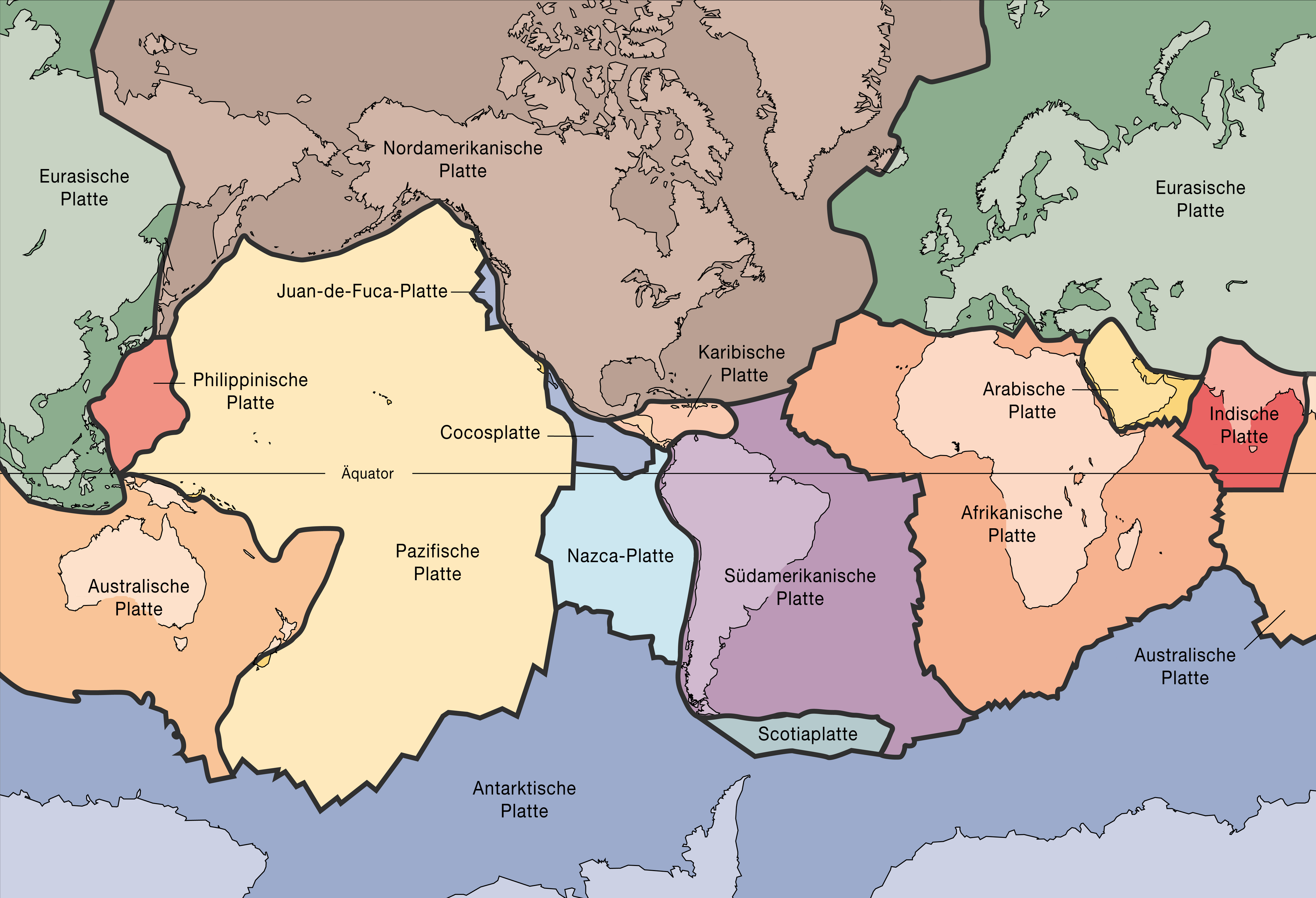
Tektonische Platten mit Kontinenten im Hintergrund

Der Süd-Sandwich-Graben ist eine bis 8264 m tiefe und 965 km lange Tiefseerinne im südwestlichen Teil des Atlantischen Ozeans. Er enthält die zweittiefste Stelle des Atlantiks und die tiefste Stelle des Südlichen Ozeans.

## Geographie
Der Süd-Sandwich-Graben befindet sich zwischen der Südgeorgienschwelle im Nordwesten, der Süd-Sandwich-Schwelle im Nordosten, dem Atlantisch-Indischen-Südpolarbecken im Süden, den Südsandwichinseln im Südwesten und Südgeorgien im Westen. Dort liegt er etwa zwischen 52 und 63° südlicher Breite sowie 24 und 30° westlicher Länge. Der südliche Teil des Grabens erstreckt sich südlich von 60° südlicher Breite und reicht damit in den Südlichen Ozean hinein.

## Geologie
Der Süd-Sandwich-Graben bildet die tief eingeschnittene und nordöstliche Nahtstelle von Sandwich-Platte im Westen und Südamerikanischer Platte im Osten. 

## Zweittiefste Stelle des Atlantik sowie tiefste Stelle des Südlichen Ozeans

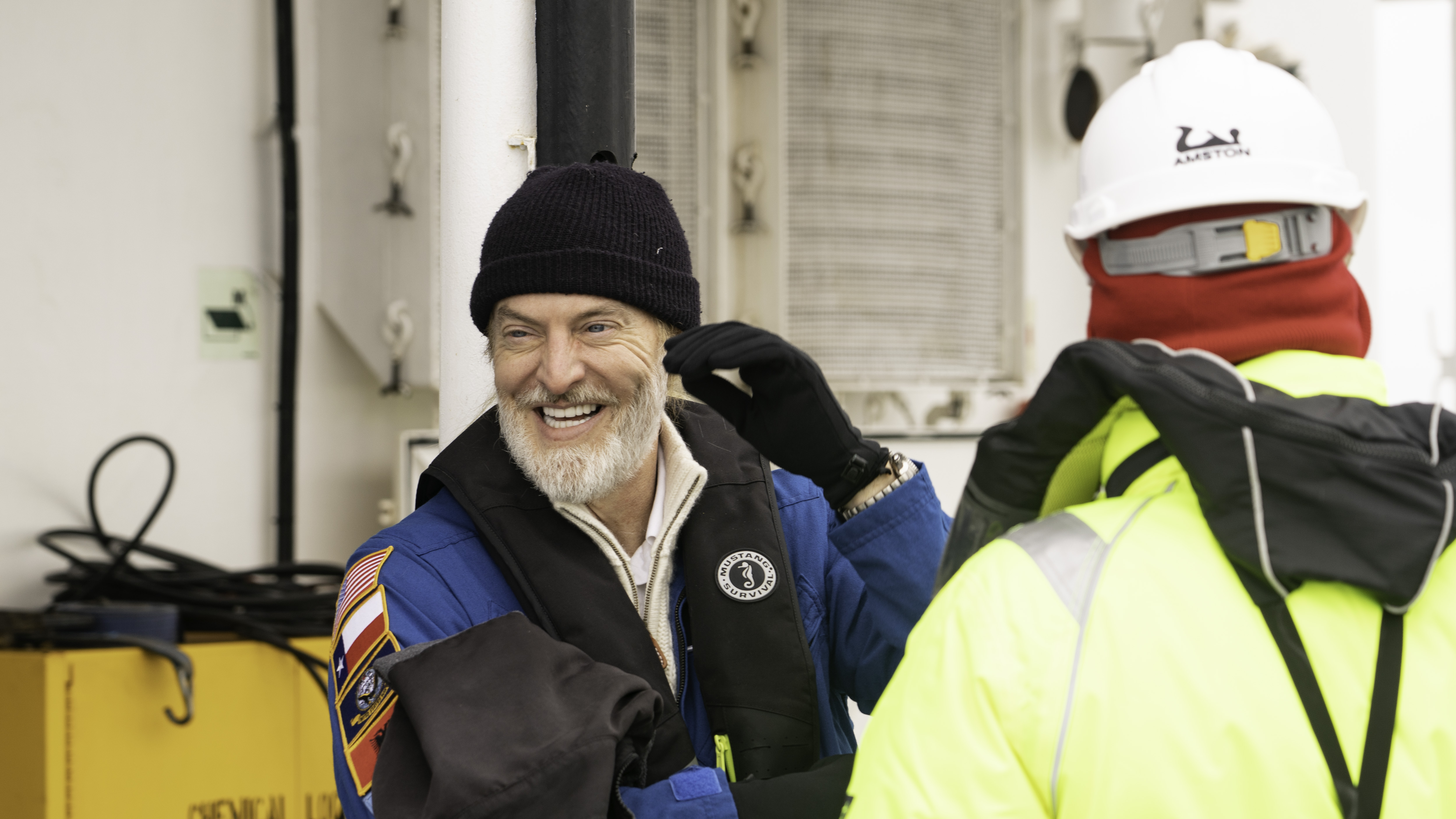
Victor Vescovo in der Nähe des Süd-Sandwich-Grabens

Das im Süd-Sandwich-Graben liegende Meteortief, ein 8.264 m unter dem Meeresspiegel liegendes Meerestief, stellt die zweittiefste Stelle des Atlantiks dar. Wo der Süd-Sandwich-Graben bei 60° südlicher Breite in den Südlichen Ozean hineinreicht, befindet sich die tiefste Stelle dieses Ozeans. 2019 erreichte Victor Vescovo diese mit dem Tauchboot Limiting Factor und nannte sie „Factorian Deep“.

## Name
Der Süd-Sandwich-Graben ist, wie die benachbarten Südsandwichinseln, nach dem britischen Marineminister John Montagu, 4. Earl of Sandwich (vierter Graf von Sandwich; 1718–1792) benannt.